# احتلال أسرة تيودور لأيرلندا

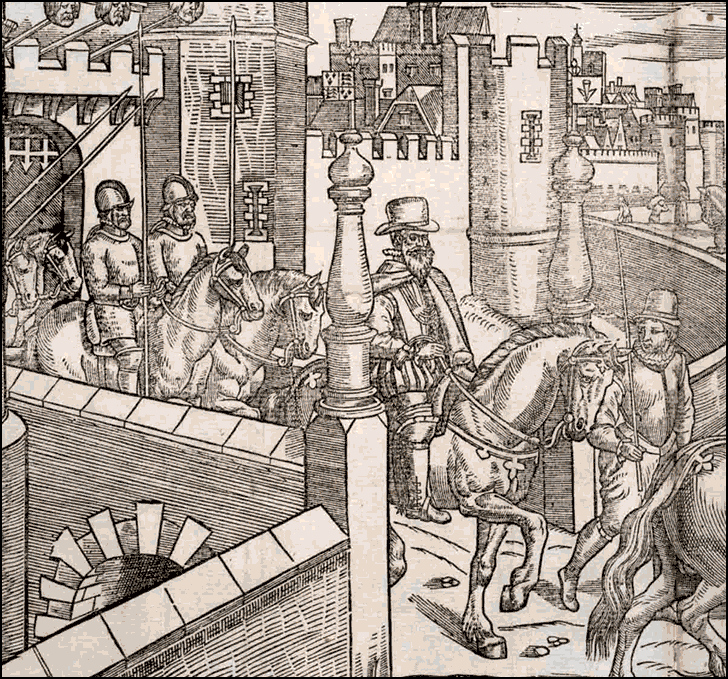

وقع احتلال أسرة تيودور (أو إعادة احتلالها) لأيرلندا (بالإنجليزية: Tudor conquest of Ireland)‏ في عهد سلالة تيودور، التي حكمت مملكة إنجلترا في القرن السادس عشر. عقب تمرد فاشل على التاج قام به سيلكن توماس، إيرل كيلدير، في ثلاثينيات القرن السادس عشر، أُعلن هنري الثامن ملكًا على أيرلندا في عام 1542 بموجب تشريع أصدره البرلمان الأيرلندي، هدفه استعادة هكذا سلطة مركزية بعد أن فُقدت على امتداد البلاد خلال القرنين المنصرمين.
بين استرضاء وقمع، استمر الاحتلال مدة ستين عامًا حتى العام 1603، وقتما خضعت البلاد كاملة للحكم الاعتباري للملك جيمس الأول، الذي مارسه مجلسه القضائي الخاص في دبلن. تزايد هذا الحكم بعد نزوح الإيرلات في عام 1607.
واجه الاحتلال تعقيدًا سببه فرض القانون واللغة والثقافة الإنجليزية، بالإضافة إلى انبساط الإنجيلية باعتبارها دين الدولة. تدخلت الإمبراطورية الإسبانية عدة مرات في أوج الحرب الإنجليزية الإسبانية، ووجد الأيرلنديون أنفسهم عالقين بين قبولهم واسع النطاق للسلطة البابوية وشروط الولاء المفروضة عليهم من قبل العاهل الإنجليزي.
فور تمام الاحتلال، دُمر معظم الكيان السياسي لأيرلندا الغيلية ولم يعد للإسبان نية في التدخل المباشر. ما ترك طريق الاستيلاء على الأراضي سالكًا أمام الإنجليزيين، والاسكتلنديين، والمستعمرين الويلزيين، ليبلغ الأمر ذروته في مزرعة أولستر.

## الحال قبل أسرة تودور
شكّل أيرلندا الغزو النورماني لها في العام 1500، والذي بدأه بارونات أنغلو نورمان في القرن الثاني عشر. طُرد العديد من الأيرلنديين الغيليين الأصليين من أجزاء متعددة من البلاد (الشرقي والشمالي الشرقي بصورة رئيسية) واستُبدل بهم فلاحون وعمال إنجليزيون. أصبحت منطقة ضخمة على الساحل الشرقي، تمتد من جبال ويكلو في الجنوب إلى دندالك في الشمال (مغطيةً أجزاء من مقاطعات دبلن، ولاوث، وميث، وويست ميث، وكيلدير، وأوفالي ولاويس المعاصرة)، تُعرف باسم ذا بيل. محمية بوجود خندق وسور على الكثير من امتدادها، كانت ذا بيل منطقة محمية هيمنت فيها اللغة والثقاقة الإنجليزيتين وفُرضت فيها القوانين الإنجليزية من قبل حكومة في دبلن.
كان الأيرلنديون الغيليون، في غالبيتهم، خارج السلطة الإنجليزية، محافظين على لغتهم الخاصة، ونظامهم الاجتماعي، وعاداتهم وقوانينهم. أشار إليهم الإنجليزيون بعبارة «أعداء فخامته الأيرلنديون». من الناحية القانونية، لم يجرِ قبولهم أبدًا بصفة رعايا للتاج. لم تكن أيرلندا مملكة بصورة رسمية، بل بالأحرى لوردية (سيادة)؛ وتولى العاهل الإنجليزي اللقب عقب التتويج. نتج عن تزايد النفوذ الغيلي سن قوانين كيلكيني في العام 1366، التي حظرت العديد من الممارسات التي كانت تتطور بخطى حثيثة (مثل، الزواج المختلط، واستخدام اللغة الأيرلندية والرداء الأيرلندي). بقيت حكومة دبلن ضعيفة في القرن الخامس عشر، ويُعزى ذلك بصورة رئيسية إلى حرب الوردتين.
وراء ذا بيل، كانت سلطة حكومة دبلن هشة. استطاع اللوردات الأيرلنديون – الشماليون اجتزاء إقطاعات لأنفسهم لكنهم عجزوا عن توطينها بمستأجرين إنجليزيين. نتيجةً للغزو الإسكتلندي، والموت الأسود وقلة الاهتمام من طرف حكومة لندن في القرنين الرابع عشر والخامس عشر، في صحوة الثورة الأيرلندية، حصلت المناطق التي يحكمها أولئك اللوردات على درجة عالية من الاستقلال. جمع كل من آل بتلر، وفيتزجيرالد، وبيرك قواتهم المسلحة الخاصة، وفرضوا قوانينهم الخاصة، وتبنوا اللغة الثقافة الغيليتين.
خلف هذه الأراضي، أخذ الأيرلنديون الغيليون المتجددون مساحاتٍ واسعة من الأرض كانت خاضعةً لحكم التاج الإنجليزي سابقًا، في الشمال والوسط على وجه التحديد. من بين أكثر البطون أهمية كان آل أونيل في أولستر الوسطى – أحاط بهم من غربهم آل أودونيل – وآل أوبيرن وأوتول في مقاطعة ويكلو، وآل كافانتاغ في مقاطعة ويكسفورد، وآل مكارثي وأوسويليفان في مقاطعتي كورك وكيري ولوردية أوبراين في ثوموند في مقاطعة كلير.

## هنري الثامن
بحلول العام 1500، أوكِلت ملكيّات إنجلترا حكم أيرلندا إلى أكثر العائلات الأيرلندية – الشمالية قوة (آل فيتزجيرالد من كيلدير) لخفض تكاليف إدارة أيرلندا وحماية ذا بيل. كان اللورد نائب الملك مسؤولًا عن الإدارة، ومقره قلعة دبلن، لكن لم يكن له مجلس رسمي وكان ذو خزانة ملكية محدودة. في عام 1495، أُقرت قوانين خلال برلمان بوينينغ فرضت القانون التشريعي الإنجليزي بالجملة على اللوردية وساومت على استقلال البرلمان الأيرلندي.
شغل كبير آل فيتزجيرالد من كيلدير منصب نائب الملك حتى العام 1534. كانت المشكلة أن العائلة في كيلدير أصبحت غير جديرة بالثقة بالنسبة للتاج الإنجليزي، حاكوا المكائد مع آل يورك المطالبين بالعرش الإنجليزي، ووقعوا اتفاقيات سرية مع قوى أجنبية، وفي النهاية ثاروا بعد أن مُنح كبير منافسيهم الوراثيين، آل بتلر من أورموند، منصب نائب الملك. قاد الإصلاح إلى توتر متنامٍ بين إنجلترا وأيرلندا بعد أن اكتسبت البروتستانتية الغلبة ضمن إنجلترا. عرض توماس، إيرل كيلدير، الكاثوليكي الغيور، حكم إنجلترا على كل من البابا وإمبراطور الإمبراطورية الرومانية المقدسة تشارلز الخامس. أخمد الملك هنري الثورة بإعدام قائدها («سيلكين توماس» فيتزجيرالد)، إلى جانب عدة من أعمامه، وأسر جيرويد أوغ، كبير العائلة. لكن أصبح لزامًا على الملك الآن أن يجد بديلًا لآل فيتزجيرالد للحفاظ على طمأنينة أيرلندا. كان بحاجة إلى سياسة جديدة منخفضة التكلفة يمكنها حماية ذا بيل وضمان الخاصرة الغربية الهشة لإنجلترا من الغزاة الأجانب.
بمساعدة توماس كرومويل، طبق الملك سياسة الإذعان والمنح من جديد. الأمر الذي وسع الحماية الملكية لتشمل كل نخبة أيرلندا دون إيلاء اعتبار للانتماء العرقي؛ مقابل أن تطيع البلاد بأكملها قانون الحكومة المركزية؛ وأن يسلم جميع اللوردات الأيرلنديين أراضيهم رسميًا للتاج، ومن ثم يستعيدوها مجددًا عبر امتياز ملكي. كان حجر الأساس للإصلاح يكمن في قانون سنه البرلمان الأيرلندي في عام 1541، وتحولت اللوردية على أساسه إلى مملكة أيرلندا. بإيجاز، كانت النية دمج الطبقات العليا الغيلية والمُغولة واستحداث ولاء من طرفهم للتاج الجديد؛ ولتحقيق ذلك، مُنحوا ألقابًا إنجليزية وصُرح بالبرلمان الأيرلندي للمرة الأولى. كانت إيرلية تيرون واحدة من الأكثر أهمية، وقد أُنشئت من أجل أسرة أونيل في عام 1542. بجملة أكثر لباقة، أوجز الملك جهوده في الإصلاح في عبارة «انجرافات سياسية ومشارب دمثة».
عمليًا، تقبل اللوردات حول أيرلندا امتيازاتهم الجديدة لكنهم تابعوا كما فعلوا سابقًا. بالنسبة للوردية الأيرلندية لم يكن التاج الإنجليزي إلا حاكمًا شبيهًا بقرينه في النظام الغيلي. مع ذلك، كان انتهاك آل تيودور المتزايد لاستقلالهم الذاتي المحلي عبر تطوير دولة مركزية هو ما وضع النظام الإنجليزي في صراع مع قرينه الأيرلندي الغيلي. سببت إصلاحات هنري الدينية – رغم أنها ليست جامعة كما في إنجلترا – ارتباكًا؛ وكسب اللورد نائبه، أنتوني إس تي ليغر، معارضة واسعة عبر منحه الأراضي المصادرة من الأديرة للنبلاء الأيرلنديين.